# Ивански
Ива̀нски е село в Североизточна България. То се намира в община Шумен, област Шумен.
Кмет към 2025г Иван Дерменджиев

## География
Село Ивански е разположено на 16 км югоизточно от Шумен.

## История
Теренни обхождания по средното течение на Камчия разкриват селищна могила от втората половина на халколита, с диаметър около 120 м и височина 12 – 15 м, разположена върху естествено възвишение в циганската махала на селото. В землището на селото е разкрита и тракийска гробница.
Старото име на селото е Злокучане.

## Население
Численост на населението според преброяванията през годините:
| \| Година на преброяване \| Численост \| \| --------------------- \| --------- \| \| 1934 \| 3260 \| \| 1946 \| 3392 \| \| 1956 \| 2943 \| \| 1965 \| 2638 \| \| 1975 \| 2372 \| \| 1985 \| 1866 \| \| 1992 \| 1707 \| \| 2001 \| 1648 \| \| 2011 \| 1543 \| \| 2021 \| 1192 \| |           |
| Година на преброяване | Численост |
| 1934 | 3260      |
| 1946 | 3392      |
| 1956 | 2943      |
| 1965 | 2638      |
| 1975 | 2372      |
| 1985 | 1866      |
| 1992 | 1707      |
| 2001 | 1648      |
| 2011 | 1543      |
| 2021 | 1192      |

### Етнически състав

#### Преброяване на населението през 2011 г.
Численост и дял на етническите групи според преброяването на населението през 2011 г.:
|                     | Численост | Дял (в %) |
| Общо                | 1543      | 100,00    |
| Българи             | 712       | 46,14     |
| Турци               | 370       | 23,97     |
| Цигани              | 442       | 28,64     |
| Други               | 4         | 0,25      |
| Не се самоопределят | 5         | 0,32      |
| Неотговорили        | 10        | 0,64      |

## Религии
В селото се изповядва източното православие. Храмът носи името „Света Троица“ и е построен през 1912 г.

## Обществени институции
В селото има читалище с библиотека.

## Културни и природни забележителности
- Уникална тракийска могила в близост до главния път. Гробничният комплекс се състои от две гробници, едната от които напълно запазена в оригиналния си вид. Датират се от последната четвърт на 4 век пр.н.е.
- Манастирът „Св. св. Петър и Павел“ е разположен в местността „Манастирите“ между шуменските села Ивански и Златар. Той е построен на мястото на стар манастир от римско време, който е бил разрушен с идването на турците през 14 век. В началото на миналия век на това място не е имало гора. Там имал нива местният земеделец Рачо Калоянов. Според някои разкази той бил бездетен, според други имал деца – близначета, които починали. Взел си хранениче – момиче, което също починало. А нивата не раждала, независимо какво сеели – било царевица, жито, боб... Местната пророчица Бона Велинова казала на Рачо, че нивата не дава плод, защото е на мястото на бивш манастир, точно върху манастирския храм. Той бил неверник, но след като сънувал три пъти подред един и същи сън, в който някой го подканвал да дари нивата си за манастир, защото иначе ще умре – той повярвал на знамението. И дал нивата си, за да се построи манастира. Събрали се местни християни, с наличните си средства – коне, волове, каруци – докарали материали, забили на мястото един кръст и започнали да копаят. Разкопали нивата и наистина намерили каменните основи на старата църква. Построили параклис. По-късно събрали пари и издигнали нова църква, а намерените стари основи с надпис положили в основата ѝ. Годината била 1937.

## Редовни събития
- Сборът на селото се провежда през последната неделя на октомври.

## Личности родени в Ивански
- Иван Драгоев (политик) (1912 – ?), български политик от БКП
- Янко Русев (р. 1958), български щангист, олимпийски шампион
- Славчо Вълчанов Славов (1940 – 2013), професор богослов-библеист